# Montigny-les-Monts
Montigny-les-Monts ist eine französische Gemeinde mit 250 Einwohnern (Stand 1. Januar 2022) im Département Aube in der Region Grand Est (vor 2016 Champagne-Ardenne). Sie gehört zum Kanton Aix-Villemaur-Pâlis im Arrondissement Troyes. Die Einwohner werden Montignaciens und Montignaciennes genannt.

## Geographie
Montigny-les-Monts liegt etwa 23 Kilometer südsüdwestlich von Troyes am Canal de Bourgogne. 
Nachbargemeinden sind Chamoy im Norden und Osten, Saint-Phal im Osten und Südosten, Avreuil im Südosten und Süden, Davrey im Süden und Südwesten sowie Auxon im Westen.
Durch die Gemeinde führt die Route nationale 77.

## Bevölkerungsentwicklung
| Jahr                       | 1962 | 1968 | 1975 | 1982 | 1990 | 1999 | 2006 | 2011 | 2019 |
| -------------------------- | ---- | ---- | ---- | ---- | ---- | ---- | ---- | ---- | ---- |
| Einwohner                  | 235  | 213  | 184  | 197  | 214  | 193  | 258  | 258  | 253  |
| Quellen: Cassini und INSEE |      |      |      |      |      |      |      |      |      |

## Sehenswürdigkeiten
- Kirche Saint-Nicolas